# Ein Lied für...
Ein Lied für... was lange tijd de Duitse voorronde voor het Eurovisiesongfestival. Elk jaar had de wedstrijd de stad waar het songfestival werd gehouden in zijn naam. In 1992 was de laatste editie. Duitsland heeft het songfestival twee keer gewonnen, in 1982 en in 2010. Ook konden ze een groot aantal ereplaatsen verzamelen.

## Lijst van winnaars
| Jaar | Liedje                                     | Artiest                      | Plaats | Naam wedstrijd          |
| ---- | ------------------------------------------ | ---------------------------- | ------ | ----------------------- |
| 1992 | Träume sind für alle da                    | Wind                         | 16de   | Ein Lied für Malmö      |
| 1991 | Dieser Traum darf niemals sterben          | Atlantis 2000                | 18de   | Ein Lied für Rom        |
| 1990 | Frei zu leben                              | Chris Kempers & Daniel Kovac | 9de    | Ein Lied für Zagreb     |
| 1989 | Flieger                                    | Nino De Angelo               | 14de   | Ein Lied für Lausanne   |
| 1988 | Lied für einen Freund                      | Maxi & Chris Garden          | 14de   | Ein Lied für Dublin     |
| 1987 | Lass die Sonne in dein Herz                | Wind                         | 2de    | Ein Lied für Brüssel    |
| 1986 | Über die Brücke geh'n                      | Ingrid Peters                | 8ste   | Ein Lied für Bergen     |
| 1985 | Für alle                                   | Wind                         | 2de    | Ein Lied für Göteborg   |
| 1984 | Aufrecht geh'n                             | Mary Roos                    | 13de   | Ein Lied für Luxemburg  |
| 1983 | Rücksicht                                  | Hoffmann & Hoffmann          | 5de    | Ein Lied für München    |
| 1982 | Ein bißchen Frieden                        | Nicole                       | 1ste   | Ein Lied für Harrogate  |
| 1981 | Johnny Blue                                | Lena Valaitis                | 2de    | Ein Lied für Dublin     |
| 1980 | Theater                                    | Katja Ebstein                | 2de    | Ein Lied für Den Haag   |
| 1979 | Dschinghis Khan                            | Dschinghis Khan              | 4de    | Ein Lied für Jerusalem  |
| 1976 | Sing Sang Song                             | Les Humphries Singers        | 15de   | Ein Lied für Den Haag   |
| 1975 | Ein Lied kann eine Brücke sein             | Joy Fleming                  | 17de   | Ein Lied für Stockholm  |
| 1973 | Junger Tag                                 | Gitte                        | 8ste   | Ein Lied für Luxemburg  |
| 1972 | Nur die Liebe läßt uns Leben               | Mary Roos                    | 3de    | Ein Lied für Edinburgh  |
| 1971 | Diese Welt                                 | Katja Ebstein                | 3de    | Ein Lied für Dublin     |
| 1970 | Wunder gibt es immer wieder                | Katja Ebstein                | 3de    | Ein Lied für Amsterdam  |
| 1969 | Primaballerina                             | Siw Malmkvist                | 9de    | Ein Lied für Madrid     |
| 1965 | Paradies, wo bist du?                      | Ulla Wiesner                 | 15de   | Ein Lied für Neapel     |
| 1964 | Mann gewöhnt sich so schnell an das Schöne | Nora Nova                    | 13de   | Ein Lied für Kopenhagen |